# Copa Tecate
La Copa Tecate fue un torneo de Fútbol internacional disputado en la ciudad de Bogotá, Colombia. Contó con la participación de la Selección de fútbol de Polonia, el Club Pachuca de México, Club Deportivo Los Millonarios de Colombia y el reciente campeón del mundo el Vélez Sársfield de Argentina. Fue auspiciado por la compañía cervecera Tecate y se jugó por única vez dando al club Millonarios como campeón.

## Tabla de posiciones
| Posición | Equipo                | PTOS |
| -------- | --------------------- | ---- |
| 1        | Millonarios           | 6    |
| 2        | Vélez Sársfield       | 3    |
| 3        | Cruz Azul Fútbol Club | 3    |
| 3        | Polonia               | 3    |
| 4        | Pachuca               | 0    |

- Datos: Q5787489